# Kuznyecki-medence
A Kuznyecki-medence (oroszul Кузнецкая котловина [Kuznyeckaja katlavina]) tájegység Oroszországban, Nyugat-Szibéria déli részén, a Kemerovói területen. 
Délnyugaton a Szalair hegyvonulat, keleten jóval magasabb hegyvonulat, a Kuznyecki-Alatau keretezi. Délen az Abakan- és a Sorija-hegység képezi a határt, északon a Nyugat-szibériai-alföld felé nyitott. 
Területe 70 000 km². Hossza 400 km, szélessége 100–120 km, közepes tengerszint feletti magassága északról dél felé 200 m-től 400–500 m-ig váltakozik. Felszíne folyóvölgyekkel sűrűn felszabdalt, enyhén hullámos dombvidék, északon egyre laposodó síkvidék. Középső részén néhány hátság 600–740 m-re emelkedik a medence síkja fölé. Legnagyobb folyói a Tom és az Inya, az Ob mellékfolyói.
A medence az erdős sztyepp és sztyepp övbe tartozik, de az eredeti növénytakaró szinte sehol nem maradt meg. A felszínt a gazdasági tevékenység, különösen a szénbányászat erősen megváltoztatta, az eredeti sztyepp legnagyobb részét felszántották. 
A földtörténeti fejlődés során a terület a paleozoikum közepén megsüllyedt. A medencét elöntötte a tenger, mely a két hegyvonulat között elsekélyesedett. Nagy mennyiségű üledék rakódott le, a parti részek növényzetéből pedig szén képződött. A szénképződés a karbontól az alsó juráig tartott. 
Ennek eredményeként kialakult a Föld egyik legnagyobb feketekőszén felhalmozódási helye, a kuznyecki szénmedence. A szénmedencét 1721-ben fedezték fel, a nagyipari méretű kitermelés 1930-ban kezdődött. A jó minőségű feketeszén-készletek jelentékeny része kokszolható, egyes helyeken külszíni fejtéssel is bányászható. Az óriási szénvagyonra ipar (kohászat, gépgyártás, vegyipar) települt, és a medencében Nyugat-Szibéria egyik legnagyobb és legsűrűbben lakott iparvidéke alakult ki. Itt koncentrálódnak a Kemerovói terület legnagyobb városai: Novokuznyeck, Kemerovo, Prokopjevszk, Leninszk-Kuznyeckij (régi nevén Kolcsugino), Belovo.
A térség, így a Kuznyecki-medence első tudományos kutatója az Orosz Tudományos Akadémia megbízásából expedíciót vezető Johann Georg Gmelin volt.